# Acanthormius menglunensis
Acanthormius menglunensis är en stekelart som beskrevs av Wu, Yang och Chen 2000. Acanthormius menglunensis ingår i släktet Acanthormius och familjen bracksteklar. Inga underarter finns listade i Catalogue of Life.